# Agapit (cònsol 517)
Flavi Agapit (floruit 502–523) va ser un polític romà durant el regnat de Teodoric el Gran. Va ocupar el consolat amb Flavi Anastasi Pompeu com a col·lega l'any 517.
Va començar la seva carrera pública a una edat avançada, després d'haver viscut reclòs a Ligúria, on va conèixer Ennodi. Ennodi va ajudar Agapit a obtenir un alt càrrec a la cort de Teodoric l'any 502, i posteriorment va ser nomenat prefecte urbà de Roma. La seva prefectura s'esmenta en un document legal de l'època de Teodoric. Durant el seu mandat com a prefecte urbà, o poc després, va ser nomenat patrici i va resoldre molts casos que afectaven el Senat. Ennodi comenta que havia aconseguit una reputació favorable al Senat, cosa que possiblement va portar al seu nomenament com a cònsol l'any 517.
L'any 523, Agapit formava part del seguici del papa Joan I, a qui el rei Teodoric havia ordenat que es dirigís a Constantinoble i obtingués una moderació del decret de l'emperador Justí, del 523, contra els arrians. Teodoric va amenaçar que si Joan fracassava en la seva missió, hi hauria represàlies contra els catòlics ortodoxos d'Occident. Altres senadors que acompanyaven el papa Joan incloïen Inportú, Teodor i el patrici Agapit.